# Małgorzata Bochwic-Ivanovska
Małgorzata Anna Bochwic-Ivanovska (ur. 1975 w Warszawie) – polska tłumaczka z języka niemieckiego i francuskiego. Dyrektorka Instytutu Polskiego w Berlinie (2018–2021).

## Życiorys
Małgorzata Bochwic-Ivanovska ukończyła lingwistykę stosowaną (język niemiecki i francuski) na Uniwersytecie Warszawskim. Studiowała także politologię na Wolnym Uniwersytecie Berlińskim (2000–2002) oraz prawo niemieckie i europejskie w Szkole Prawa Niemieckiego UW i Uniwersytetu Fryderyka Wilhelma w Bonn (2013).
W latach 2001–2005 pracowała w niemieckiej Fundacji Pamięć, Odpowiedzialność i Przyszłość, gdzie odpowiadała m.in. za merytoryczną kontrolę decyzji dotyczących wypłat odszkodowań ofiarom III Rzeszy oraz współpracę międzynarodową z organizacjami partnerskimi. W 2006 powróciła do Polski. Pracowała jako nauczycielka w Liceum Ogólnokształcącym Przymierza Rodzin w Warszawie i tłumaczka z języka niemieckiego i francuskiego. W 2012 uzyskała uprawnienia tłumacza przysięgłego języka niemieckiego. We wrześniu 2016 została wicedyrektorką Instytutu Polskiego w Berlinie. Od marca 2018 do kwietnia 2021 była jego dyrektorką. Od 8 lipca 2021 do 31 marca 2023 pełniła funkcję zastępczyni dyrektora Departamentu Dyplomacji Publicznej i Kulturalnej Ministerstwa Spraw Zagranicznych. 1 kwietnia 2023 została dyrektorką zarządzającą Polsko-Niemieckiej Współpracy Młodzieży.
Poza niemieckim i francuskim, posługuje się także angielskim, macedońskim, bułgarskim i serbsko-chorwackim.
Córka Janusza Bochwica i Teresy z d. Rudzińskiej. Ma dwoje dzieci.

## Tłumaczenia
- Michel Montignac: Recepta na młodość. Małgorzata Bochwic-Ivanovska (tłum.). Warszawa: Artvitae, 2001, s. 256. ISBN 83-88108-03-4.
- Jürgen Elsässer: Jak dżihad przybył do Europy : wojownicy Boga i tajne służby na Bałkanach. Małgorzata Bochwic-Ivanovska (tłum.). Warszawa: Warszawskie Wydawnictwo Literackie Muza, 2007, s. 292. ISBN 978-83-7495-306-1.
- Michel Montignac: Jeść, aby schudnąć : tajemnice naszego pożywienia. Małgorzata Bochwic-Ivanovska (tłum.). Warszawa: Artvitae, 2008, s. 295. ISBN 978-83-88108-24-2.
- Michel Montignac: Szczupła bez wyrzeczeń : metoda Montignac : specjalnie dla kobiet. Małgorzata Bochwic-Ivanovska (tłum.). Warszawa: Artvitae, 2008, s. 312. ISBN 978-83-88108-25-9.
- Alain Claude Sulzer: Kelner doskonały. Małgorzata Bochwic-Ivanovska (tłum.). Warszawa: Warszawskie Wydawnictwo Literackie Muza, 2009, s. 174. ISBN 978-83-7495-670-3.
- Tatjana Dönhoff, Rainer Berg: Gustloff. Małgorzata Bochwic-Ivanovska (tłum.). Warszawa: Warszawskie Wydawnictwo Literackie Muza, 2009, s. 293. ISBN 978-83-7495-711-3.
- Adam Soboczynski: Jak elegancko rozstać się z zakochana kobietą albo o sztuce nakładania masek. Małgorzata Bochwic-Ivanovska (tłum.). Warszawa: Warszawskie Wydawnictwo Literackie Muza, 2010, s. 157. ISBN 978-83-7495-836-3.
- Magda Cieszkowska: Prawda, pamięć, odpowiedzialność : Powstanie Warszawskie w kontekście stosunków polsko-niemieckich. Małgorzata Bochwic-Ivanovska (tłum.). Warszawa: Fundacja "Polsko-Niemieckie Pojednanie" : Muzeum Powstania Warszawskiego, 2010, s. 349. ISBN 978-83-930100-0-4.
- Michel Montignac: Tajemnice indeksu glikemicznego. Małgorzata Bochwic-Ivanovska (tłum.). Warszawa: Artvitae, 2010, s. 104. ISBN 978-83-88108-32-7.
- Michel i Suzy Montignac: 50 dań mięsnych o niskim indeksie glikemicznym. Małgorzata Bochwic-Ivanovska (tłum.). Warszawa: Artvitae, 2012, s. 128. ISBN 978-83-88108-34-1.
- Michel i Suzy Montignac: 50 przystawek o niskim indeksie glikemicznym. Małgorzata Bochwic-Ivanovska (tłum.). Warszawa: Artvitae, 2012, s. 128. ISBN 978-83-88108-33-4.
- Astrid Rosenfeld: Dziedzictwo Adama. Małgorzata Bochwic-Ivanovska (tłum.). Warszawa: Warszawskie Wydawnictwo Literackie Muza, 2012, s. 316. ISBN 978-83-7758-167-4.
- Nino Haratischwili: Mój łagodny bliźniak. Małgorzata Bochwic-Ivanovska (tłum.). Warszawa: Warszawskie Wydawnictwo Literackie Muza, 2013, s. 285. ISBN 978-83-7758-213-8.
- Frédéric Saldmann: Twoje zdrowie w twoich rękach. Małgorzata Bochwic-Ivanovska (tłum.). Warszawa: Warszawskie Wydawnictwo Literackie Muza, 2017, s. 286. ISBN 978-83-287-0534-0.